# Axel Alfredsson
Axel Alfredsson (Helsingborg, 2 de maio de 1902 - 9 de agosto de 1966) foi um futebolista sueco, medalhista olímpico. 

## Carreira
Axel Alfredsson fez parte do elenco medalha de bronze, nos Jogos Olímpicos de 1924.

## Ligações Externas
- Perfil Olímpico em sueco